# Teo Usuelli
Teo Usuelli (Reggio Emilia, 13 de diciembre de 1920 – 13 de abril de 2009) fue un compositor de bandas sonoras italiano.

## Biografía
Teo Usuelli nació "casualmente" (según dice) en Reggio Emilia en 1920. A finales de los años treinta, se trasladó a Milán para seguir cursos de composición en el Conservatorio "Giuseppe Verdi". Se graduó en canto coral, música y polifonía. 
Tras ser combatir como partisano en la Segunda Guerra Mundial, en 1948 se trasladó a Roma, donde inició su actividad como compositor para cine y teatro. También trabajó para la televisión y para bandas sonoras de documentales, incluidas las de Michelangelo Antonioni, hasta que conoció al director Marcello Baldi, quien le encargó escribir la música de la película Italia K2, donde se documenta la histórica ascensión de Lacedelli y Compagnoni el 31 de julio de 1954 a la mítica montaña. la música original fue arreglada por Teo Usuelli e interpretada por el Coro SAT de Trento. 
En 1959, conoce a Marco Ferreri, para el que compondrá la música de la mayor parte de su filmografía. También fue autor de importantes canciones de los cincuenta como Meravigliose labbra en 1959 de Johnny Dorelli.

También fue un importante investigador en el campo de la música medieval y renacentista, transcribiendo canciones populares y corales en clave moderna, así como profesor y profesor de composición en los Conservatorios de Bolonia, l'Aquila y Trento.
Se casó con la actriz y actriz de doblaje Deddi Savagnone, hermana de Rita Savagnone.

## Filmografía
- La funivia del Faloria, de Michelangelo Antonioni - cortometraggio (1950)
- Colpa del sole, de Alberto Moravia - cortometraggio (1951)
- Pittori di provincia (I macchiaioli), de Lucio Fulci - cortometraggio (1953)
- Cento anni d'amore, de Lionello De Felice (1954) - episodi Purificazione e Nozze d'oro
- Italia K2, de Marcello Baldi (1954)
- L'angelo custode, de Giuliano Tomei (1957)
- Un giorno in Europa, de Emilio Marsili (1958)
- Il raccomandato di ferro, de Marcello Baldi (1959)
- Madri pericolose, de Domenico Paolella (1960)
- Akiko, de Luigi Filippo D'Amico (1961)
- I patriarchi, de Marcello Baldi (1963)
- La abeja reina (Una storia moderna - L'ape regina), de Marco Ferreri (1963)
- Mondo nudo, de Francesco De Feo (1963)
- Giacobbe - L'uomo che lottò con Dio, de Marcello Baldi (1963)
- Le schiave esistono ancora, de Roberto Malenotti (1964)
- Controsesso, de Marco Ferreri (1964)
- Se acabó el negocio (La donna scimmia), de Marco Ferreri (1964)
- La suora giovane, de Bruno Paolinelli (1964)
- L'uomo dei cinque palloni, de Marco Ferreri (1965)
- Saúl y David (Saul e David), de Marcello Baldi (1965)
- Agente 003: Operación Atlántida (Agente S03 operazione Atlantide), de Domenico Paolella (1965)
- Los jueces de la biblia (I grandi condottieri), de Marcello Baldi (1965)
- Oggi, domani, dopodomani, de Marco Ferreri (1965)
- Marcha nupcial (Marcia nuziale), de Marco Ferreri (1966)
- Borman, de Bruno Paolinelli (1966)
- Qué dulce es morir así (Il fischio al naso), de Ugo Tognazzi (1967)
- Una rete piena di sabbia, de Elio Ruffo (1967)
- Il limbo, de Riccardo Ghione (1968)
- La rivoluzione sessuale, de Riccardo Ghione (1968)
- Dillinger ha muerto (Dillinger è morto), de Marco Ferreri (1969)
- Revenge, de Pino Tosini (1969)
- La scoperta, de Elio Piccon (1969)
- El semen del hombre (Il seme dell'uomo), de Marco Ferreri (1969)
- Bocche cucite, de Pino Tosini (1970)
- Mio Mao - Fatiche ed avventure di alcuni giovani occidentali per introdurre il vizio in Cina, de Nicolò Ferrari (1970)
- Michele Strogoff, corriere dello zar, de Eriprando Visconti (1970)
- L'asino d'oro: processo per fatti strani contro Lucius Apuleius cittadino romano, de Sergio Spina (1970)
- La audiencia (L'udienza), de Marco Ferreri (1972)
- En busca del placer (Alla ricerca del piacere), de Silvio Amadio (1972)
- 7 cervelli per un colpo perfetto, de Roger Picaut (1972)
- Il prato macchiato di rosso, de Riccardo Ghione (1975)
- Fotos prohibidas (Il solco di pesca), de Maurizio Liverani (1976)
- La Repubblica di Mussolini RSI, de Angelo Grimaldi (1976)

## Programas para la RAI
- Concerto del quintetto vocale polifonico Città di Milano diretto da Teo Usuelli, in onda sulla Rete azzurra il 19 gennaio 1949.
- Musica da camera, concerto polifonico diretto da Teo Usuelli, in onda il 3 ottobre (1950)